# Non è il karma!
Non è il karma! (¿Qué culpa tiene el Karma? ) è un film del 2022 diretto da Elisa Miller.

## Trama
Sara è una stilista che crede che la sua sfortuna sia dovuta al karma negativo. Si trova ad affrontare per caso la sorella Lucy che a suo dire è fortunata. Una serie di circostanze farà sì che Sara prenda una netta decisione.

## Distribuzione
Il film è stato distribuito sulla piattaforma Netflix a partire dal 03 agosto 2022.  